# Vancouver-Point Grey (circonscription britanno-colombienne)
Circonscription électorale provinciale du Canada
Vancouver-Point Grey est une circonscription provinciale de la Colombie-Britannique représentée à l'Assemblée législative de la Colombie-Britannique depuis 1933.
Cette circonscription et les autres nouvelles circonscriptions de la même année, Vancouver-Burrard et Vancouver East et Vancouver Centre ont toutes été créées à partir de l'ancienne circonscription de la ville de Vancouver qui avait 6 députés. Vancouver-Point-Grey avait 3 sièges alors que les 3 autres circonscriptions n'ont que 2 députés. Plus tard, il fut réduit à deux sièges lorsque Vancouver-Little Mountain fut créé et dans la distribution avant l'élection de 1991, qu'il fut réduit à un seul député dans la course avec les circonscriptions urbaines les plus anciennes car plusieurs autres circonscriptions à un député à créer[pas clair].
Pour la liste complète des circonscriptions historiques et d'aujourd'hui de Vancouver, voir Vancouver (en).

## Géographie
Durant la présence de la circonscription composée des villages environnants comme la West Point Grey et une partie de Kitsilano, ainsi que l'université Endowment Lands (en) et le campus de l'université de la Colombie-Britannique

## Liste des députés
1933-1966
| 18e | 1933–1937 |  | Stanley McKeen             | Libéral                   |               | George Moir Weir | Libéral    |                       | Robert Wilkinson    | Libéral                   |
| 19e | 1937–1941 |  | Royal Maitland             | Conservateur              |               | George Moir Weir | Libéral    | James Alexander Paton | Conservateur        |                           |
| 20e | 1941–1945 |  | Royal Maitland             | Conservateur              | Tilly Rolston | Conservateur     |            | James Alexander Paton | Conservateur        |                           |
| 21e | 1945–1946 |  | Royal Maitland             | Coalition                 | Tilly Rolston |                  | Coalition  | James Alexander Paton |                     | Coalition                 |
| 21e | 1946-1949 |  | Albert Reginald MacDougall | Coalition                 | Tilly Rolston |                  | Coalition  | Leigh Stevenson       | Coalition           |                           |
| 22e | 1949–1952 |  | Albert Reginald MacDougall | Coalition                 | Tilly Rolston |                  | Coalition  | Leigh Stevenson       | Coalition           |                           |
| 23e | 1952–1953 |  | Albert Reginald MacDougall | Progressiste-conservateur | Tilly Rolston |                  | Créditiste |                       | George Clark Miller | Progressiste-conservateur |
| 24e | 1953–1956 |  | Thomas Audley Bate         | Créditiste                |               | Robert Bonner    | Créditiste |                       | Arthur Laing        | Libéral                   |
| 25e | 1956–1960 |  | Thomas Audley Bate         | Créditiste                | Buda Brown    | Robert Bonner    | Créditiste | Créditiste            |                     |                           |
| 26e | 1960–1962 |  | Thomas Audley Bate         | Créditiste                | Buda Brown    | Robert Bonner    | Créditiste | Créditiste            |                     |                           |
| 26e | 1962-1963 |  | Thomas Audley Bate         | Créditiste                | Pat McGeer    | Robert Bonner    | Créditiste | Libéral               |                     |                           |
| 27e | 1963–1966 |  | Ralph Raymond Loffmark     | Créditiste                | Pat McGeer    | Robert Bonner    | Créditiste | Libéral               |                     |                           |

1966-1991
| Législature                                                                                | Années          | Député | Député             | Parti         | Député | Député               | Parti         |
| ------------------------------------------------------------------------------------------ | --------------- | ------ | ------------------ | ------------- | ------ | -------------------- | ------------- |
| 28e                                                                                        | 1966–1969       |        | Garde Basil Gardom | Libéral       |        | Patrick Lucey McGeer | Libéral       |
| 29e                                                                                        | 1969–1972       |        | Garde Basil Gardom | Libéral       |        | Patrick Lucey McGeer | Libéral       |
| 30e                                                                                        | 1972–1975       |        | Garde Basil Gardom | Libéral       |        | Patrick Lucey McGeer | Libéral       |
| 30e                                                                                        | mai-sept. 1975  |        | Garde Basil Gardom | Indépendant   |        | Patrick Lucey McGeer | Indépendant   |
| 30e                                                                                        | sept.-déc. 1975 |        | Garde Basil Gardom | Créditiste    |        | Patrick Lucey McGeer | Créditiste    |
| 31e                                                                                        | 1975–1979       |        | Garde Basil Gardom | Créditiste    |        | Patrick Lucey McGeer | Créditiste    |
| 32e                                                                                        | 1979–1983       |        | Garde Basil Gardom | Créditiste    |        | Patrick Lucey McGeer | Créditiste    |
| 33e                                                                                        | 1983–1986       |        | Garde Basil Gardom | Créditiste    |        | Patrick Lucey McGeer | Créditiste    |
| 35e                                                                                        | 1986–1988       |        | Kim Campbell       | Créditiste    |        | Darlene Marzari      | Néo-démocrate |
| 35e                                                                                        | 1988-1991       |        | Tom Perry          | Néo-démocrate |        | Darlene Marzari      | Néo-démocrate |
| Circonscription modifiée, voir Vancouver-Quilchena, Vancouver-Langara et Vancouver-Burrard |                 |        |                    |               |        |                      |               |

Depuis 1991
| Législature | Années        | Député | Député          | Parti         |
| ----------- | ------------- | ------ | --------------- | ------------- |
| 35e         | 1991–1996     |        | Darlene Marzari | Néo-démocrate |
| 36e         | 1996–2001     |        | Gordon Campbell | Libéral       |
| 37e         | 2001–2005     |        | Gordon Campbell | Libéral       |
| 38e         | 2005–2009     |        | Gordon Campbell | Libéral       |
| 39e         | 2009–2011     |        | Gordon Campbell | Libéral       |
| 39e         | 2011-2013     |        | Christy Clark   | Libéral       |
| 40e         | 2013–2017     |        | David Eby       | Néo-démocrate |
| 41e         | 2017–2020     |        | David Eby       | Néo-démocrate |
| 42e         | 2020–2024     |        | David Eby       | Néo-démocrate |
| 43e         | 2024–en cours |        | David Eby       | Néo-démocrate |

## Résultats électoraux

Frontière de la circonscription en 2015.
Frontière de la circonscription en 2023.